# Kepler-438b
Kepler-438b je potvrzená exoplaneta o velikosti blízké Zemi, která obíhá kolem červeného trpaslíka Kepler-438 v souhvězdí Lyry, přibližně 470 světelných let od Země.
Planeta má poloměr o 12 % větší než Země a obíhá svou hvězdu jednou za 35,2 dne. Přijímá o 40 % více světla než Země, což ji umisťuje na vnitřní okraj obyvatelné zóny své hvězdy.
Navzdory své podobnosti se Zemí je Kepler-438b vystavena silným erupcím záření ze své mateřské hvězdy, které mohou být schopny sterilizovat povrch planety a učinit ji neobyvatelnou.

## Mateřská hvězda
Kepler-438 je červený trpaslík spektrální třídy M, menší a chladnější než Slunce. Má hmotnost přibližně 0,54 M☉ a poloměr 0,52 R☉. Povrchová teplota hvězdy dosahuje 3 748 K a její stáří se odhaduje na přibližně 4,4 miliardy let.

## Charakteristiky planety
Kepler-438b má poloměr 1,12 R⊕ a nachází se na oběžné dráze ve vzdálenosti 0,166 AU od mateřské hvězdy. Jeden oběh dokončí za 35,23319 pozemského dne.
Planeta má nízkou excentricitu dráhy (e=0,03), což znamená, že její oběžná dráha je téměř kruhová. Přestože se nachází v obyvatelné zóně, silné radiační erupce z hvězdy Kepler-438 pravděpodobně způsobily ztrátu atmosféry planety, což by činilo podmínky pro život nepravděpodobnými.

## Obyvatelnost
Původně byla Kepler-438b považována za planetu nacházející se v obyvatelné zóně své hvězdy, což je oblast, kde by na povrchu planety mohla existovat kapalná voda. Nicméně následné studie ukázaly, že planeta je vystavena silné radiační aktivitě ze strany své mateřské hvězdy. Každých několik stovek dní hvězda vyzařuje silné erupce, které by mohly sterilizovat povrch planety.
Výzkumníci z University of Warwick uvedli, že Kepler-438b pravděpodobně není obyvatelná kvůli velkému množství záření, které přijímá. Planeta pravděpodobně více připomíná větší a chladnější verzi Venuše.

## Význam objevu
Objev Kepler-438b byl oznámen v lednu 2015 jako součást studie, která validovala dvanáct malých tranzitujících planet v obyvatelné zóně pomocí statistických metod a následných pozorování. Tento objev přispěl k rostoucímu počtu známých exoplanet podobných Zemi a poskytl cenné informace pro budoucí výzkum obyvatelnosti planet mimo naši sluneční soustavu.